# Такия
Таки́я (араб. تقية‎ — букв. благоразумие, осмотрительность, осторожность‎) — исламский термин, которым обозначается «благоразумное скрывание своей веры», один из руководящих принципов шиизма. Исламские богословы обосновывают дозволенность такии аятами Корана и сунной пророка Мухаммада. В частности Коран допускает в случае крайней необходимости внешнее отречение от веры, дружбу с неверными, нарушение ритуальных предписаний. Во времена пророка Мухаммада произошёл случай, когда один из первых сподвижников пророка — Аммар ибн Ясир — был вынужден формально отречься от ислама, но сохранил веру в сердце.

## Дозволенность
Богословы разошлись во мнениях о том, как рассматривать такию. Одни считали её дозволенным послаблением ради сохранения своей жизни. Другие считали её обязанностью, пренебрежение которой вредит не только конкретному человеку, но и интересам общины (уммы). Для суннитов такия имела по существу лишь теоретическое значение. Сунниты-ханафиты считали, что мусульманин в случае смертельной опасности для себя может прибегнуть к такии, сделав при этом мысленную оговорку. Средневековый исламский богослов Ибн Хазм (ум. в  1064 г.) допускал внешнее проявление неверия «ради предосторожности». Среди хариджитов были разногласия. Азракиты считали такию неприемлемой ни на словах, ни на деле. Суфриты допускали такию на словах, но не в действиях. Ахнаситы и ибадиты подразделяли мусульманский мир на «территорию такии» и «территорию открытого вероисповедания». Современные ибадиты продолжают вменять в обязанность своим единоверцам следовать такие.

## Шиизм
Принцип такии получил особое место и практическое применение в шиизме (исключение составляют зейдиты). Тайный характер шиитской пропаганды (дават) и периодические гонения на шиитов привели к одобрению практики «благоразумного скрывания своей веры» и возведению её в один из руководящих принципов шиизма. Шиитская такия может применяться как для обеспечения личной безопасности, так и во имя интересов общины. Разработку принципа такии и возведение его в степень религиозной обязанности шииты связывают с именем шестого имама Джафара ас-Садика (ум. в  765 г.). В отличие от суннитов, допускавших такию как средство самозащиты, средневековые богословы-шииты рассматривали её как долг и обязанность общественного значения. Шиитские богословы посвящали отдельные главы книги под названием Китаб хукук аль-ихван («Книга интересов братьев [по вере]»). Для доказательства обязательности такии имамитские факихи ссылались также на высказывание пророка Мухаммеда «Верующий без такии подобен телу без головы» и прибегали к аллегорическому толкованию ряда коранических аятов.
В шиитском богословии такия равнозначна другому принятому шиитами принципу: «повеление одобряемого и запрещение порицаемого» (аль-амр би-ль-ма’руф ва-н-нахй 'ан аль-мункар). Один из ранних кодификаторов имамитского права — аль-Муфид (ум. в  1022 г.) — считал, что такия допустима на словах «при необходимости», но недопустима в таких действиях, как убийство. По его мнению, применение такии оправданно, но в каждом случае человек должен выбирать оптимальное решение и руководствоваться соображениями «наилучшего».
Средневековые шиитские факихи предписывали шиитам в случае необходимости: совершать запретное, пренебрегать религиозными обязанностями, исполнять ритуалы нешиитского большинства мусульман и т. д. При этом в обязанность шиитов вменялось не только мысленно отрекаться от всего, к чему они принуждены, но и втайне проклинать врагов своей веры. Наиболее строго и последовательно этот принцип соблюдали «крайние» шииты (друзы, хуруфиты, али-илахи и др.) и исмаилиты.
После Иранской революции практическая значимость такии в Иране уступает место теоретическому предписанию. Современные имамиты относят такию к частным вопросам вероисповедания, рассматривая её как допустимое «послабление» в особых случаях. В современном мире принцип такии остаётся в силе в тех странах, где шииты составляют меньшинство (Ливан, Пакистан, Афганистан и др.).